# Корнюхина, Александра Александровна
Александра Александровна Корнюхина (1 сентября 1934, Егорино, Челябинская область — 7 декабря 2020, Челябинск) — бригадир почтальонов Челябинского почтамта Министерства связи СССР. Герой Социалистического Труда (1974).

## Биография
Александра Александровна Гущина родилась 1 сентября 1934 года в семье колхозников в деревне Егорино Мокрушинского сельсовета Мишкинского района Челябинской области, ныне деревня входит в Мишкинский муниципальный округ Курганской области. Кроме неё, в их в семье было ещё четверо детей. Русская.
В 15 лет переехала в Челябинск к родственникам, работала прислугой у заведующего отделом здравоохранения Тракторозаводского района Израиля Моисеевича Матовского, ухаживала за его мамой. Поступила в школу рабочей молодежи  № 14, которую окончила.
В 1949 году устроилась на работу в отделение почты № 7 в Тракторозаводском районе города Челябинска. В 1951 году была назначена бригадиром молодёжной бригады почтальонов.
Член КПСС.
Внесла несколько рационализаторских предложений, в результате которых на почтовом отделении, где она была бригадиром, улучшилось обслуживание клиентов. Предложила принимать на работу учащуюся и неработающую молодёжь на неполный рабочий день, чтобы доставлять ранним утром почту и периодическую печать подписчикам. Также предложила размещать почтовые ящики на нижней лестничной клетке жилых домов, что значительно облегчило труд почтальона по разноске почты. В результате её предложений на почтовом отделении был досрочно выполнен производственный план, а передовой опыт бригады Александры Корнюхиной был использован повсеместно в почтовых отделениях СССР. Доставочной службе 7-го отделения связи было присвоено звание «Лучшая служба города». Её бригаде первой в Челябинске присвоено звание «Бригада коммунистического труда».
Указом Президиума Верховного Совета СССР от 16 января 1974 года за выдающиеся успехи в выполнении и перевыполнении планов 1973 года и принятых социалистических обязательств удостоена звания Героя Социалистического Труда с вручением ордена Ленина и золотой медали «Серп и Молот».
В 1977—1998 годах работала заместителем начальника почтового отделения № 80 в городе Челябинске.
В течение 16 созывов была депутатом районного и Челябинского городского Советов депутатов трудящихся (с 1977 года — Совета народных депутатов), член областных комитетов защиты мира и профсоюза работников связи, профкома Челябинского почтамта.
В 1989 году вышла на пенсию, с 2008 года — на заслуженном отдыхе. Продолжила активно заниматься общественной деятельностью: проводила экскурсии в музее почтовой связи города Челябинска.
Александра Александровна Корнюхина умерла 7 декабря 2020 года в городе Челябинске Челябинской области. Похоронена <где?>.

## Награды
- Герой Социалистического Труда — указом Президиума Верховного Совета СССР от 16 января 1974 года
  - Орден Ленина № 422230
  - Медаль «Серп и Молот» № 16338
- Орден Трудового Красного Знамени, 4 мая 1971 года
- Юбилейная медаль «За доблестный труд. В ознаменование 100-летия со дня рождения Владимира Ильича Ленина», 1970 год
- Серебряная медаль ВДНХ СССР, 1979 год
- Российский знак отличия «Трудовая доблесть России», 2007 год
- В её трудовой книжке 89 записей о поощрениях и благодарностях[6].
- Почетное звание «Почетный житель Центрального района» присвоено решением Совета депутатов Центрального района города Челябинска от 17 ноября 2022 года № 22/10[7].

## Семья
Отец, Александр Лукич Гущин, прожил 78 лет (мучили раны); мать, Федора Афанасьевна Гущина, прожила 98 лет, были колхозниками. 
Два брата: старший фронтовик, 1925 года рождения, пришёл с войны без руки, но работал председателем колхоза. Другой брат 1930 года рождения, был бригадиром. В 1927 году родилась сестра, но умерла. Другая сестра 1940 года рождения.
Александра Александровна была замужем, муж работал на ЧТЗ, умер в 2005 году. В семье двое детей: старшая дочь Любовь (род. 1955) — бухгалтер, младшая дочь — химик.